# 化学同人
株式会社化学同人（かがくどうじん）は化学専門書、自然科学関連書などを出版する日本の出版社。

## 沿革
大阪大学教授の小竹無二雄が中心となり、月刊誌『化学』を刊行するための同志の集まりとして1954年（昭和29年）創業。
基本理念は“内容は高く　表現はやさしく”。

## 書籍等

### 生化学・分子生物学
- コーワン無機生化学（日本における原書、翻訳版の出版）
- マッキー生化学（日本における原書、翻訳版の出版）
- ウィーバー分子生物学

### 有機化学
- ブルース有機化学（日本における原書、翻訳版の出版）
- ボルハルト・ショアー現代有機化学（日本における原書、翻訳版の出版）
- ウーレット有機化学（日本における原書、翻訳版の出版）

### 物理化学
- ボール物理化学（日本における原書、翻訳版の出版）

### 薬学
- ベーシック薬学教科書シリーズ（教科書）

### 辞書
- 化学英語の活用辞典
- 化学英和用語集
- 化学和英用語集
- 分子生物学辞典
- 生化学・分子生物学英和用語集

### 雑誌
- 月刊「化学」
- 別冊化学